# Zieleniew (powiat kutnowski)
Zieleniew – wieś w Polsce, położona w województwie łódzkim, w powiecie kutnowskim, w gminie Krośniewice.
| SIMC    | Nazwa       | Rodzaj    |
| ------- | ----------- | --------- |
| 1038803 | Ludwików    | część wsi |
| 1038890 | Wysoka Mała | część wsi |

W latach 1975–1998 wieś administracyjnie należała do województwa płockiego.